# Hypocrites
Hypocrites o The Hypocrites è un film muto del 1915 diretto da Lois Weber (non accreditata).

## Trama

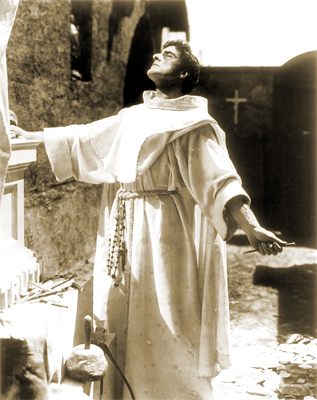
Courtenay Foote, l'asceta Gabriele

Gabriele è un pastore che, dal pulpito, denuncia le ipocrisie, provocando così l'ostilità della sua congregazione. Dopo aver rimproverato una delle coriste perché legge il giornale durante la funzione, Gabriele nota su una pagina un dipinto di Faugeron, la riproduzione della Verità che viene rappresentata come una donna nuda. La notte, inquieto, Gabriele sogna di essere un asceta che intraprende un duro cammino in salita verso la giustizia. Nel sogno, molte immagini ipocrite della società gli vengono rivelate: il monaco che è diventato si dedica alla scultura di una statua che raffigura la Verità. Ma verrà ucciso quando la folla cui mostra la sua opera si rende conto che è l'immagine di una donna nuda. Solo la corista, vestita da suora, una donna perduta e un bambino sono mostrati come capaci di vedere la verità.
La mattina dopo, Gabriele viene trovato morto in chiesa: solo la "Maddalena" e la corista piangono la sua perdita. Il giorno dopo, il giornale cittadino rivela lo scandalo dei parrocchiani nell'avere trovato un giornale - un sacrilegio nel giorno dedicato a Dio - nelle mani del pastore.

## Produzione
Il film fu prodotto dalla Hobart Bosworth Productions.

## Distribuzione
Distribuito dalla Paramount Pictures, il film uscì nelle sale cinematografiche statunitensi il 20 gennaio 1915. Le scene di nudo di Margaret Edwards, che impersona la Verità, furono considerate - dopo lunghe disquisizioni da parte della stampa e dei comitati di censura del paese - accettabili in gran parte degli Stati Uniti. Il cameraman Dal Clawson inventò alcuni effetti fotografici per mascherare in qualche modo la nudità dell'attrice. Il film uscì nuovamente in sala l'anno seguente. Reputato un film scioccante e controverso, la sua distribuzione fu infatti bloccata per un anno a causa della difficoltà che creava l'uscita di un film che presentava dei nudi integrali. Alla fine, fu accettato soprattutto perché la regista era una donna: lo stesso soggetto, nelle mani di un regista uomo, sarebbe stato considerato scandaloso e immorale.
Copia della pellicola viene conservata negli archivi della Library of Congress. Nel 2008, fu distribuito in DVD dalla Kino International.
Il film viene citato nel documentario del 1993 The Silent Feminists: America's First Women Directors di Jeffrey Goodman e Anthony Slide.